# Zoológico de Kalkilia
El Zoológico de Kalkilia es un pequeño zoológico de 2 hectáreas (4,9 acres) situado en la ciudad de Kalkilia (قلقيلية Qalqīlyaḧ), en la frontera occidental de Cisjordania. Creado en 1986, es el único zoológico municipal en los territorios palestinos. El zoológico alberga 170 animales, un museo de historia natural, un parque de entretenimiento para niños y un restaurante.
El zoológico fue idea del exalcalde de Kalkilia. Los zoológicos israelíes ayudaron a su creación y fue diseñado como un símbolo de la cooperación árabe-israelí. Cuando se inauguró en 1986, el zoológico fue considerado como una joya "en la corona de las instituciones nacionales palestinas".